# 十二月八日 (小説)
「十二月八日」（じゅうにがつようか）は、太宰治の短編小説。

## 概要
| 初出     | 『婦人公論』1942年2月号            |
| 単行本   | 『女性』（博文館、1942年6月30日）  |
| 執筆時期 | 1941年12月20日頃までに脱稿（推定） |
| 原稿用紙 | 20枚                               |

初出誌においては深沢紅子の挿画と共に発表された。
本作品は「主婦の日記」の形式で記したものである。日記の筆者のモデルは美知子夫人であり、作中、「主人のお友だちの伊馬さん」「園子」「亀井さんの御主人」「帝大の堤さん」「今さん」とあるのは、それぞれ伊馬春部、長女の津島園子、亀井勝一郎、堤重久、今官一を指す。
美知子自身は本作品について次のように述べている。